# 1944 en architecture
| Années de l'architecture : 1941 - 1942 - 1943 - 1944 - 1945 - 1946 - 1947    |
| Décennies de l'architecture : 1910 - 1920 - 1930 - 1940 - 1950 - 1960 - 1970 |

Cet article présente les faits marquants de l'année 1944 en architecture.

## Réalisations
- Espagne : Marché de Notre-Dame d'Afrique à Tenerife (îles Canaries)

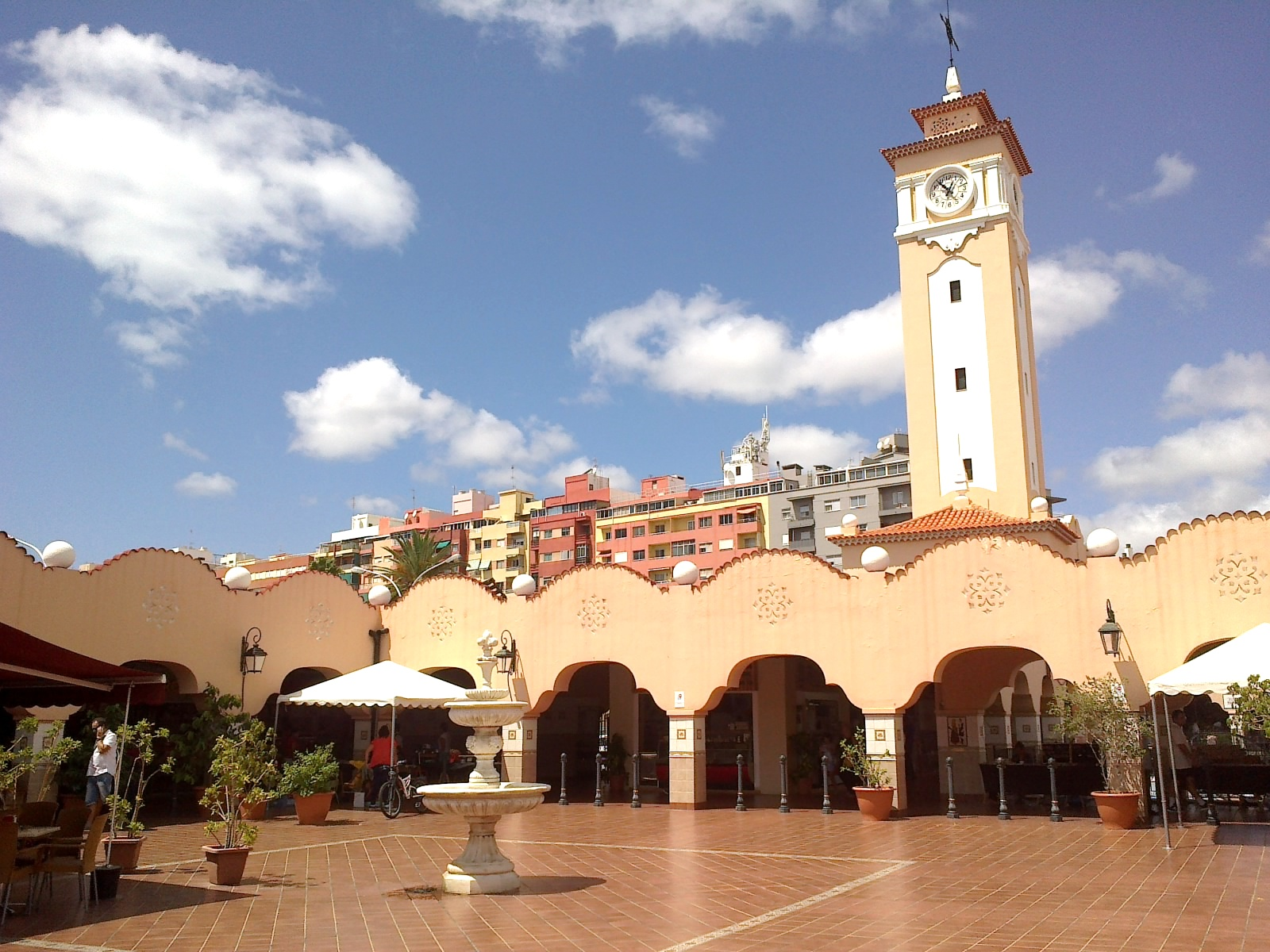
Cour intérieure et tour du Marché de Notre-Dame d'Afrique (2015).

## Récompenses
- x

## Naissances
- 19 janvier : Thom Mayne.
- 25 janvier : Bernard Tschumi.
- 9 mai : Christian de Portzamparc.
- 17 novembre : Rem Koolhaas.

## Décès
- 1er janvier : Edwin Lutyens (° 29 mars 1869).